# Margrete af Provence
Margrete af Provence (fransk: Marguerite; 1221 - 20. december 1295) var dronning af Frankrig gennem sit ægteskab med Kong Ludvig 9.

## Tidlige liv
Margrete blev født i foråret 1221 i Forcalquier. Hun var den ældste af fire døtre af Raimond Berengar 4., greve af Provence og Beatrice af Savoyen. Hendes yngre søstre var Dronning Eleanora af England, Dronning Sancha af Tyskland og Dronning Beatrice af Sicilien. Hun var især tæt på Eleanora, som hun var tæt på i alder, og med hvem hun opretholdt et tæt forhold, indtil de blev gamle.

## Dronning
I 1233 sendte Blanka af Kastilien en af hendes riddere til Provence, dels for at sætte den besværlige Raymond 7, greve af Toulouse på plads, og dels for at møde Margrete, hvis nåde og skønhed var blevet bredt fortalt. Margrete og hendes far tog sig godt af ridderen, og snart forhandlede Blanka med greven af Provence, så hans datter kunne giftes med kongen. Margrete blev valgt som et godt match for kongen mere for sin religiøse hengivenhed og høflighed end sin skønhed. Hun blev eskorteret til Lyon af sine forældre, hvor ægteskabsaftalen skulle underskrives. Derfra blev hun eskorteret til sit bryllup i Sens af hendes onkler fra Savoyen, Vilhelm og Thomas. Den 27. maj 1234 i en alder af tretten år blev Margrete viet til Ludvig 9. af Frankrig og dermed også dronning af Frankrig. Hun blev kronet dagen efter. Brylluppet og hendes kroning som dronning blev fejret ved katedralen i Sens.
Ægteskabet var vanskeligt pga. adskillige aspekter. Blanka havde stadig stærk indflydelse på sin søn og fortsatte med det hele sit liv. Som et tegn på sin autoritet sendte Blanka Margretes onkler og alle de tjenere, hun havde haft siden sin barndom og medbragt til Frankrig, bort kort efter brylluppet. Margrete tog Blanka ilde op fra begyndelsen, ligeså gjorde Blanka over for Margrete.
Margrete blev, ligesom sine søstre, hyldet for deres skønhed, det siges, at hun var "smuk med mørkt hår og fine øjne", og i de første år af deres ægteskab nød hun og Ludvig et varmt forhold. Hendes franciskanske skriftefader, Guillamme de St. Pathus, fortalte, at Margrete på kolde nætter ville placere en kappe omkring Ludvigs skuldre, da hendes dybt religiøse mand rejste sig for at bede. En anden anekdote opfanget af St. Pathus fortæller, at Margrete mente, at Ludvigs almindelige tøj var upassende til hans kongelige værdighed, til hvilket Ludvig svarede, at han ville klæde sig som hun ønskede, hvis hun klædte sig, som han ønskede.
De nød at ride sammen, læse og lytte til musik. Opmærksomheden fra kongen og hoffet, der blev givet til den nye dronning, gjorde kun Blanka mere jaloux, og hun arbejdede for at holde kongen og dronningen adskilt fra hinanden så ofte som muligt.

### Under det syvende korstog
Margrete ledsagede Ludvig på det 7. korstog (deres første). Hendes søster Beatrice tog også med. Selvom korstoget oprindeligt opnåede en vis succes, som erobringen af Damietta i 1249, blev det en katastrofe, efter at kongens bror blev dræbt og kongen derefter taget til fange.
Dronning Margrete var ansvarlig for forhandlingerne og indsamling af nok sølv til hans løsesum. Hun var således for en kort tid den eneste kvinde, der nogensinde ledte et korstog. I 1250, mens hun var i Damietta, hvor hun tidligere samme år med succes havde opretholdt orden, fødte hun Johan Tristan.
Krønikeskriveren Jean de Joinville, som ikke var præst, fortæller om hændelser, der beviste Margretes mod, efter at Ludvig var blevet en fange i Egypten: Hun handlede beslutsomt for at sikre fødevareforsyningen til de kristne i Damietta og gik så langt som til at bede ridderen, der bevogtede hendes sovekammer til at dræbe hende og hendes nyfødte søn, hvis byen skulle falde til araberne. Hun overbeviste også nogle af dem, der var ved at tage af sted til at blive i Damietta og forsvare den. Joinville fortæller også om hændelser, der beviste Margretes gode humor, som f.eks., da Joinville sendte hende noget fint stof, og da dronningen så sin budbringer komme bærende på dem, gik hun ved en ned på knæs, da hun troede, at han bragte hellige relikvier. Da hun indså sin fejl, brast hun ud i latter og beordrede budbringeren: "Fortæl din herre at onde dage venter på ham, for han har fået mig til at knæle for hans kameliner!"
Joinville bemærkede dog også med en mærkbar misbilligelse, at Ludvig sjældent spurgte efter sin kone og børn. På et tidpunkt under ekstrem fare midt under en frygtelig storm på havrejsen tilbage til Frankrig fra korstoget, bad Margrete Joinville om at gøre noget for at hjælpe. Han bad hende om at bede om redning og til at love, at når de nåede Frankrig, ville hun tage på pilgrimsrejse og tilbyde et gyldent skib med billeder af kongen, sig selv og hendes børn i tak for deres redning fra stormen. Margrete kunne kun svare, at hun ikke turde give et sådant løfte uden kongens tilladelse, for når han opdagede, at hun havde gjort det, ville han aldrig lade hende foretage pilgrimsrejsen. Til allersidst lovede Joinville hende, at hvis hun afgav sit løfte, ville han foretage pilgrimsrejsen for hende, og da de nåede Frankrig, gjorde han det.

### Politisk betydning
Hendes lederskab under korstoget havde bragt hende international anderkendelse, og efter at hun var vendt tilbage til Frankrig blev Margrete ofte bedt om at mægle mellem stridende parter. Hun frygtede dog sin mands bror Karls ambitioner og styrkede båndet med sin søster Eleanora og hendes mand Henrik 3. af England som modvægt. I 1254 inviterede hun og hendes mand dem til at tilbringe julen i Paris.
Forholdet mellem Ludvig og Henry 3. fra England var nu forbedret, og derefter i 1259 indgik Ludvig og Henrik Paris-traktaten, hvorved Henrik opgav sit krav på Normandiet, Maine, Anjou og Poitou, mens Ludvig lovede ikke at støtte oprørere i England. Margrete var til stede under forhandlingerne sammen med alle sine søstre og sin mor.
I de senere år blev Ludvig irriteret af Margretes ambitioner. Det ser ud til, at når det kom til politik eller diplomati, var hun faktisk ambitiøs, noget kluntet. En engelsk udsending i Paris i 1250'erne rapporterede til England, åbenbart i en vis afsky, at "dronningen af Frankrig er trættende i ord og handling", og det fremgår klart af udsendingens beretning om sin samtale med dronningen, at hun forsøgte at skabe en mulighed for sig selv til at engagere sig i statlige anliggender, selvom udsendingen ikke var imponeret over hendes indsats. Efter sin ældste søn Ludvigs død i 1260 tilskyndede Margrete den næste søn Filip til at sværge en ed om, at uanset i hvilken alder han besteg tronen, ville han forblive under hendes vejledning indtil han blev tredive år. Da Ludvig blev bekendt med eden, bad han straks paven om at fritage Filip fra løftet med den begrundelse, at han selv ikke havde godkendt det, og paven gjorde det straks og gjorde en ende på Margretes forsøg på at gøre sig selv til en ny Blanka af Kastilien. Senere mislykkedes det også for Margrete at påvirke sin nevø Edvard 1. af England til at standse et ægteskabsprojekt for en af hans døtre, der ville fremme hendes svoger Karl af Anjous interesser i hendes hjemstavn Provence, idet han havde giftet sig med hendes yngste søster Beatrice.

## Enkedronning
Efter Ludvigs død på hans andet korstog i 1270, hvor hun var blevet tilbage i Frankrig, vendte hun tilbage til Provence. Hun blev en mere politisk aktiv skikkelse efter hans død. Som Emmerson bemærker, var hun især flittig - til det punkt at rejse tropper - med at forsvare sine rettigheder i Provence, hvor hendes mands bror, Karl af Anjou, opretholdt sin politiske autoritet og kontrol med sine besiddelser efter sin hustrus (hendes søsters) død, i strid med intentionerne fra den gamle greve, der var død i 1245. Hun knyttede sig endnu stærkere til sin søster Dronning Eleanora af England, og de forblev i kontakt indtil Eleanoras død i 1291. Hendes sidste år blev brugt på fromt arbejde, herunder grundlæggelsen af den franciskanske nonnekloster i Lourcines i 1289. Margrete døde selv i Paris, i det Clarisserordenens kloster, hun havde grundlagt, den 20. december 1295, i en alder af 70 år. Hun blev begravet nær (men ikke ved siden af) sin mand i Saint-Denis Basilikaen uden for Paris. Hendes grav under altertrappen blev aldrig markeret med et monument, så dens placering er ukendt. Sandsynligvis af denne årsag var det den eneste kongelige grav i basilikaen, der ikke blev plyndret under Den franske revolution, og den er sandsynligvis forblevet intakt til i dag.

## Børn
Med Ludvig 9. a Frankrig fik hun elleve børn:
1. Blanka (1240 - 29. april 1243)
2. Isabella (2. marts 1241 - 28. januar 1271), gift med Theobald 2. af Navarra
3. Ludvig (25. februar 1244 - januar 1260)
4. Filip 3. af Frankrig (1. maj 1245 - 5. oktober 1285), først gift med Isabella af Aragonien, de fik børn, herunder Filip 4. af Frankrig og Karl af Valois; han giftede sig for anden gang med Marie af Brabant, de fik børn, herunder Margrete af Frankrig.
5. Johan (født og døde i 1248)
6. Johan Tristan (1250 - 3. august 1270), født i Egypten under sin fars første korstog og døde i Tunesien på hans andet
7. Peter (1251–1284)
8. Blanka (1253–1323), gift med Ferdinand de la Cerda, Infante af Kastilien
9. Margrete (1254–1271), gift med Johan 1., hertug af Brabant
10. Robert (1256 - 7. februar 1317), greve af Clermont, giftede sig med Beatrice af Burgund, de fik børn. Det er fra ham, at Bourbon kongerne af Frankrig nedstammer i den mandlige linje.
11. Agnes (ca. 1260 - 19. december 1327), gift med Robert 2., hertug af Burgund